# Pasiva
Pasiva je protustrana ili protustavka aktivi kod izrade bilance. 
Pasiva se u najvažnijem sastoji od:
- vlastitog kapitala
- tuđeg kapitala i
- rezerviranih sredstava.

Pri tome je tuđi kapital pretežno u obliku zajma ili kredita, dok su rezervirana sredstva oblik vlastitog ili tuđeg kapitala za koji se unaprijed zna da će u idućem razdoblju biti angažiran u obavljanju gospodarske djelatnosti.
Vidi i:
- Aktiva
- Bilanca